# Iván Vázquez
 (juillet 2020).
Si vous disposez d'ouvrages ou d'articles de référence ou si vous connaissez des sites web de qualité traitant du thème abordé ici, merci de compléter l'article en donnant les références utiles à sa vérifiabilité et en les liant à la section « Notes et références ».
Iván Vázquez, né le 14 décembre 1982 à Mexico au Mexique, est un footballeur mexicain qui évolue au poste de gardien de but avec le FC Juárez.